# 詹承祉
詹承祉（16世紀—17世紀），字聚侯，號介繁，浙江衢州府常山縣後園鄉人，明朝、南明政治人物。

## 生平
詹承祉在天啟四年（1624年）中舉人，崇禎元年（1628年）成進士，獲授長葛知縣，調任蘭陽，以文申飭吏治，案件為之一清，奸人收斂。父母去世丁艱，服闋後補任補遂寧知縣，在當地德威並行，停止折驛馬價和鹽引等弊政；公餘也會教授士子，提拔多位名士，因不屑逢迎上級而辭官。
後來他入朝擔任兵部主事，轉員外郎，魯王監國時任工部營繕司郎中，死後入祀鄉賢祠。

## 引用
1. 1 2  光緒《常山縣志·循良·卷五十二》：詹承祉 字聚侯，號介繁，後園人，崇正戊辰進士。授長葛令，調蘭陽，以文學飭吏治，案牘風清，奸宏斂跡；丁艱服闋補四川遂寧，德威並著，民獞帖服。邑苦例折驛馬價，民多破產，悉除去，又革鹽引積弊；公餘課士，所拔多名士，以不屑逢迎掛冠歸，後薦起兵部主事不出，祀鄉賢。
2. ↑  光緒《常山縣志·舉人·卷四十一》：天啟四年甲子科（舉人）……詹承祉 見進士
3. ↑  錢海岳《南明史·卷八十一·列傳第五十七》：同（張文郁）時（魯王）刑、工二部司官：……詹承祉，字聚侯，嘗山人。崇禎元年進士，歷長葛、蘭陽、遂寧知縣，民僮悅服。止折驛馬價，革鹽引。入為兵部主事、員外郎，轉營繕郎中。